# Соколов Василь Миколайович (футболіст)
Василь Миколайович Соколов (12 лютого 1912, Ярцево, Смоленська губернія, Російська імперія — 3 липня 1981, Москва) — радянський футболіст і футбольний тренер.

## Досягнення

### Як гравець
«Спартак» Москва
- Чемпіон СРСР: 1938, 1939
- Бронзовий призер чемпіонату СРСР: 1940, 1948, 1949
- Володар Кубка СРСР: 1938, 1939, 1946, 1947, 1950
- Фіналіст Кубка СРСР: 1948
- У списках найкращих футболістів 2 рази — 1938 та 1950 (№ 1)

### Як тренер
«Спартак» Москва
- Чемпіон СРСР: 1952, 1953
- Срібрний призер чемпіонату СРСР: 1954
- Фіналіст Кубка СРСР: 1952